# Bozsóky Pál Gerő
Bozsoki Gerő Pál (Bozsoki Pál Gerő; Bozsóky Pál Gerő; Bozsóki Pál Gerő; Bozsoky Gerő Pál) (Felsősegesd, 1922. december 18. – Nantes, 2004. április 15.) magyar szerzetes, író, költő, műfordító, egyetemi tanár és egyháztörténész.

## Életpályája
A csurgói református, a pápai bencés és az esztergomi ferences gimnáziumban tanult, itt érettségizett. 1938. augusztus 23-án lépett a mariánus rendtarományba. A teológiát Szombathelyen végezte el. 1944. június 12-én szerzetesi fogadalmat tett. 1946. június 16-án Szombathelyen pappá szentelték. A Pázmány Péter Tudományegyetem teológia és filozófia szakos hallgatója volt. 1948-tól Franciaországban élt. 1948–1952 között Párizsban a Sorbonne-on, francia–német szakos tanári oklevelet szerzett. 1952-től az Ahogy Lehet szerkesztőbizottsági tagja, majd 1953–1977 között a Francia Rádió magyar adásának munkatársaként a vallási hírek és a hírmagyarázat szerkesztésével foglalkozott.

## Művei
- Zsóka és egyéb írások (tárcák, München, 1957)
- Levelek a számkivetésből (Párizs, 1957)
- Az utolsó nemzedék (München, 1958)
- Halló, itt Lourdes. Egy újságíró naplójából (a kegyhely története) (Brüsszel, 1958)
- Nem tudhatja senki (verses műfordítás; Párizs, 1958)
- Csak vasfű és bojtorján (versek, Párizs, 1959)
- Kínai költők (műfordítás, Párizs, 1961)
- A közösség nevében (elbeszélés, Párizs, 1961)
- Kínai költői antológia (műfordítás, Párizs, 1962)
- Égő láthatár (versek, Párizs, 1963)
- Távoli utakon, idegen lanton (műfordítás, Párizs, 1963)
- Tre Fontane krónikája. Egy Mária-búcsúhely története (Róma, 1964)
- Bocsáss el Cézár (versek, Párizs, 1964)
- Chrétiens en Hongrie (Párizs, 1977)
- De l'oppression á la liberté. L'Eglise en Hongrie 1945–92 (Párizs, 1993)
- Segesdi krónika (Szeged, 1993)
- Igaz-e, hogy a keresztes hadjáratok gyarmatosítók voltak? (Szeged, 1995)
- Keresztes hadjáratok (Szeged, 1995)
- Magyarok útja a pogányságból a kereszténységig (Budapest, 1999. (2. kiadás: Szeged, 2000)
- Párizsban az Ahogy lehet folyóir. 1948. XII–1965 (?)